# Fuck：禁忌词与保护我们的第一修正案自由
《Fuck：禁忌词与保护我们的第一修正案自由》（英語：Fuck: Word Taboo and Protecting Our First Amendment Liberties）是法学教授克里斯托弗··菲尔曼的纪实著作，主题包括言论自由、美利坚合众国宪法第一条修正案、审查制度、在社会中的使用情況。该书最初于2009年由斯芬克斯出版社出版，是作者文章的延续，引述社会科学、精神分析学、语言学学术研究。作者在书中确认，的最新用法含义已与本意性交截然不同，同时探讨保守派如何力图在全美查禁该词。
菲尔曼于2006年撰写了原创文章并在社会科学研究网发表。出版商拒绝发表，他将之递交《堪萨斯法律评论》（Kansas Law Review）后还不到半小时就遭退稿。文章直到2007年才在《卡多佐法律评论》刊登。菲尔曼的论文和本书均获新闻媒体和出版界好评。《选择：学术图书馆当前评论》杂志（Choice: Current Reviews for Academic Libraries）称赞本书真诚分析及其审查史。本书发行后，、《纽约时报》、美国公民自由联盟均就社会禁忌词问题咨询菲尔曼。

## 背景
克里斯托弗··菲尔曼毕业于德克萨斯州大学奥斯汀分校，并在教授高中历史课程9年后返回母校并最终获得法律博士学位。他曾在德克萨斯州第三巡回上诉法院法官·伍德芬·琼斯（J. Woodfin Jones）手下担任法律助理，之后又成为美国联邦第五巡回上诉法院法官福尔图纳托·P·贝纳维德斯的法律助理，还曾为威嘉律师事务所（Weil Gotshal）位于达拉斯的办事处工作。2000年，菲尔曼成为俄亥俄州立大学下属莫里兹法学院的一名教授，他精通言论自由和禁忌词领域，并且在法律职业道德领域享有专家声誉。
2004年，俄亥俄州的哥伦布有一名男子因在寄给一位法官的电子邮件中使用了一词而遭到拘捕。菲尔曼在得知此事后决定对这个词展开研究。菲尔曼将文章的撰写推迟到获得学术任期后进行，因为他担心文章的出版会给自己的职业声誉造成不利影响。不过，他的上级并没有试图说服他停止对这一课题的研究。政府也拨款向他发放奖学金。
2006年的文章是从语言和法律角色对这个辞汇的禁忌加以分析。其中涵盖了有关使用这个词的性骚扰和教育案例研究。这篇文章长达74页，其中这个词一共出现了超过560次。据作家杰西·谢德劳尔（Jesse Sheidlower）在其著作《开头的那个词》（The F-Word）中所说，菲尔曼的这篇作品是历史上第一篇就只是用来作标题的学术文章。

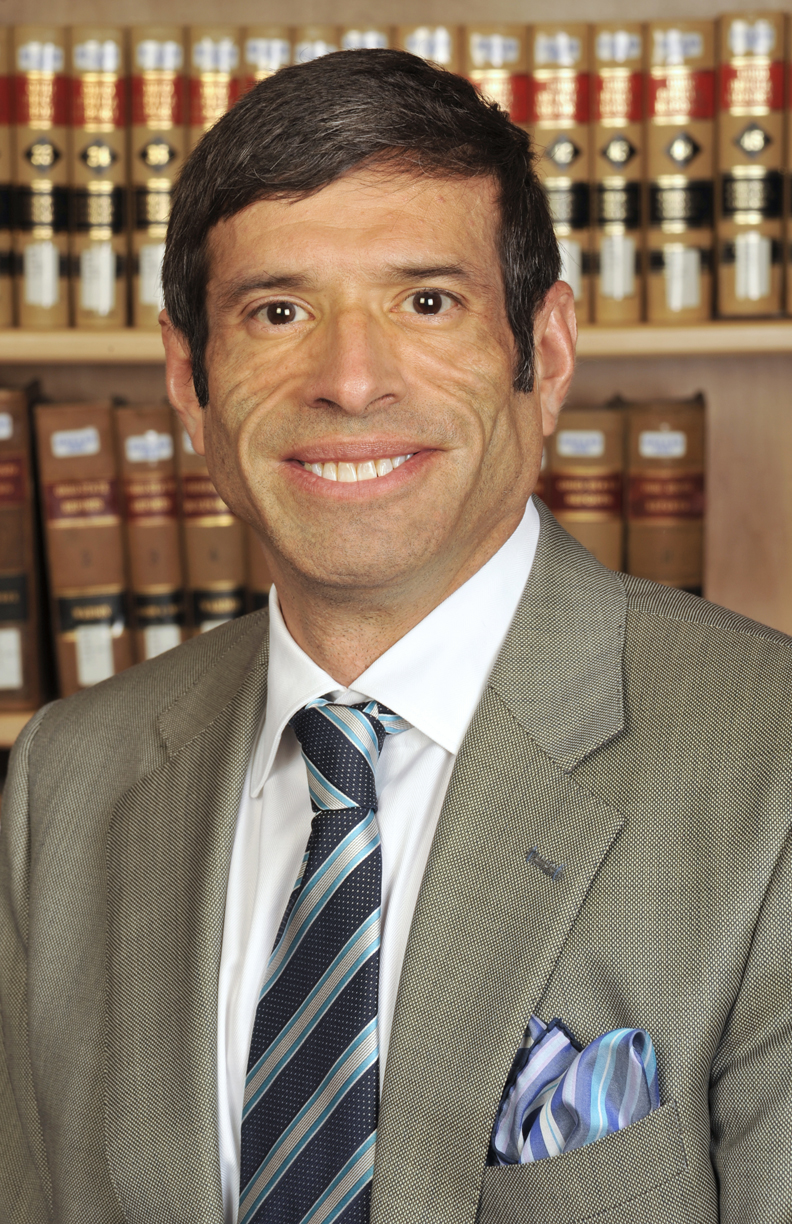
俄亥俄州立大学莫里兹法学院教授克里斯托弗·M·菲尔曼（摄于2008年）

2006年4月17日，菲尔曼将自己的文章作为工作文件发表在社会科学研究网上。起初他向全美多家法律评论杂志提供了复本希望能得以发表，但收到的回应很冷淡。《堪萨斯法律评论》收到文章仅25分钟后就给出了否定的答复，之后一直到2007年才由《卡多佐法律评论》发表。2007年4月，作者还写了一篇标题为《和法律学院排名》的后续文章。

## 内容提要
这本书中援引了社会科学、精神分析学、辞书学、语言学和语源学方面的学术研究，一共有16个章节，其中8个章节的标题中有这个词。他将其应用追溯到15世纪，确定现代语境中再使用到这个词时，其含义与词语本意“性交”已经存在明显的外延，他的结论是，这个词的含义并不再与性紧密相关，而更多的是和权力结合在一起。
作者在书中探讨了美国的保守主义者为了在全国范围内禁止使用这个词所做出的努力，认为这些做法有违美利坚合众国宪法第一条修正案。菲尔曼发出警告，反对这种自我审查的倾向。他还在书中解释说，那些选择沉默的人，实际上就是默许甚至鼓励他人通过法律手段来限制言论自由，他认为，这种被动性会增加辞汇的禁忌性质（令其显得比实际上更加禁忌）。
菲尔曼的书中表明，有关使用这个词的法律先例尚不明确，因为不同的法院裁决存在相互矛盾的地方。他举出了多个法律应用上存在矛盾的案例进行研究，并用这些案例来分析公众对言论自由的看法。书中列举了一些第一修正案例外情况的例子，如意图引发暴力行为的言论，还对联邦和州政府对这些例外情况加以制裁的方式进行了探讨。菲尔曼把对喜剧演员使用禁忌用语的保护和个人在社会中自由表达思想的能力相对比，指出了两者的相似之处。他认为，一旦公民允许政府限制言论中使用的某个特定字眼，那么这将导致思想自由受到侵占。

## 反响
《：禁忌词与保护我们的第一修正案自由》的平装本于2009年由斯芬克斯出版社出版，同年还发布了面向的电子格式。《西雅图邮讯报》称菲尔曼的论文引人注目而且有趣，《号角图书杂志》（The Horn Book Magazine）形容这篇论文是一篇发人深省的学术著作，同时又很有可读性。奥利·洛贝尔（Orly Lobel）在《圣地亚哥法律评论》（San Diego Law Review）上称菲尔曼的文章对法律和第一修正案如何处理与性有关语言的问题作出了发人深省的分析。·沃特·霍普金斯（W. Wat Hopkins）2011年发表在《联邦通信法律期刊》（Federal Communications Law Journal）上的一篇文章对菲尔曼的论文及之后的著书提出了批评，认为这两部作品看起来都只是作者在反复地使用这个词，而不是从严谨角度对其加以实际的分析。
《出版者周刊》在对本书所做的评论中称这是对作者文章的一次充满活力的扩展，认为书中对言论自由的宣传既有教育意义，又自信张扬，特别是考虑到书中探讨的语言是如此具有争议性的情况下。《选择：学术图书馆当前评论》杂志也对本书作出了点评，称这是一本很有启发的书，点评中的总结这样写道：“强烈推荐，适合所有读者。”
《图书馆杂志》中的评价认为，本书对一词及其受到审查的历史进行了真诚的分析，评论中还认为，这本书比吉姆·道森（Jim Dawson）所著，2009年出版的《干他妈的完全手册》（The Compleat Motherfucker: A History of the Mother of all Dirty Words）品质更高。《纽约客》的伊恩·克劳奇（Ian Crouch）称赞了本书的封面设计，上面的一词虽已有部分被修正液涂掉但整体上仍然清晰可见。他认为，对于一本有关言论自由和禁忌词的书来说，这一图像设计得非常形象。
此书出版后，包括在内的多家媒体就有关禁忌词的问题征询了菲尔曼的意见。美国公民自由联盟驻俄亥俄州分部于2010年邀请菲尔曼主持其论坛“禁忌词”（Word Taboos），他的演讲题目是《把放进言论自由》（Putting the 'F' in Free Speech）。2012年，《纽约时报》刊登了一篇以这个词为主题的文章，其中认为菲尔曼是全美研究一词的首席法律学者。